# Маритуба

Маритуба на карте штата.

Маритуба (порт. Marituba) — муниципалитет в Бразилии, входит в штат Пара. Составная часть мезорегиона Агломерация Белен. Входит в экономико-статистический микрорегион Белен. Население составляет 108 246 человек на 2010 год. Занимает площадь 103,343 км². Плотность населения — 1047,44 чел./км².

## Демография
Согласно сведениям, собранным в ходе переписи 2010 г. Национальным институтом географии и статистики (IBGE), население муниципалитета составляет:
| Полное население                               | Полное население                               | Полное население                               | Полное население                               | 108 246 |
| ---------------------------------------------- | ---------------------------------------------- | ---------------------------------------------- | ---------------------------------------------- | ------- |
| в том числе:                                   | Городское население                            | 107 123                                        | Процент городского населения, %                | 98,96   |
|                                                | Сельское население                             | 1123                                           | Процент сельского населения, %                 | 1,04    |
|                                                | Мужское население                              | 53 884                                         | Процент мужского населения, %                  | 49,78   |
|                                                | Женское население                              | 54 362                                         | Процент женского населения, %                  | 50,22   |
| Плотность населения, чел/км²                   | Плотность населения, чел/км²                   | Плотность населения, чел/км²                   | Плотность населения, чел/км²                   | 1047,44 |
| Население муниципалитета в % к населению штата | Население муниципалитета в % к населению штата | Население муниципалитета в % к населению штата | Население муниципалитета в % к населению штата | 1,43    |

По данным оценки 2015 года население муниципалитета составляет 122 916 жителей.

## Статистика
- Валовой внутренний продукт на 2003 год составляет 209 547 266,00 реалов (данные: Бразильский институт географии и статистики).
- Валовой внутренний продукт на душу населения на 2003 год составляет 2354,25 реалов (данные: Бразильский институт географии и статистики).
- Индекс развития человеческого потенциала на 2000 год составляет 0,713 (данные: Программа развития ООН).

## Важнейшие населенные пункты
| № | Населённый пункт | Населённый пункт (порт.) | Категория | Население чел. (2010) | На карте                       |
| - | ---------------- | ------------------------ | --------- | --------------------- | ------------------------------ |
| 1 | Маритуба         | Marituba                 | город     | 107 123               | 1°21′42″ ю. ш. 48°20′09″ з. д. |